# Тузланский кантон
Тузланский кантон (босн. Tuzlanski kanton, хорв. Tuzlanska županija, серб. Тузлански кантон) — один из десяти кантонов Федерации Боснии и Герцеговины, входящей в состав Боснии и Герцеговины. Кантон был образован по Вашингтонскому соглашению 1994 года между хорватами и боснийцами.

## География
Расположен в северо-восточной части Боснии и Герцеговины, административным центром кантона является город Тузла. Состоит из общин Бановичи, Градачац, Добой-Исток, Грачаница, Живинице, Кладань, Калесия, Лукавац, Сапна, Сребреник, Теочак и Челич, а также города Тузла.

## Население
В 1991 году 60 % населения кантона составляли боснийцы, 28 % — сербы, 9 % — хорваты. В 2002 году боснийцы составляли 90 % населения кантона.